# Ernst Gotthold Struve (Mediziner, 1714)
Ernst Gotthold Struve (* 11. April 1714 in Prenzlau; † 10. Novemberjul. / 21. November 1743greg. in St. Petersburg) war ein deutscher Mediziner.

## Leben
Struve stammte aus einer nicht unbedeutenden, zu diesem Zeitpunkt noch bürgerlichen Familie. Sein Vater Ernst Gotthold Struve war Doktor der Medizin, königlich preußischer Landphysikus der Kreise Uckermark und Stolp und Mitglied der Akademie Naturae Curiosorum. Seine Mutter war Dorothea Elisabeth († 17. November 1758 in Prenzlau), die Tochter des Bürgermeisters der Stadt Brandenburg Konrad Ludwig Berchelmann. Sein Bruder war der spätere Mediziner und Hochschullehrer Friedrich Christian Struve und sein Großvater war der Jurist Georg Adam Struve. Ernst Gotthold Struve, der schon in früher Kindheit außerordentliche Leistungen erbrachte, hatte die Schulen seiner Heimatstadt durchlaufen und die Lateinschule in Glaucha und Halle besucht. 
1731 ging er an die Universität Halle besuchte die Vorlesungen an der philosophischen Fakultät bei Siegmund Jakob Baumgarten. Unterkunft fand er im Hause von Johann Juncker. Frühzeitig setzte er sich mit einem Studium der Arzneikunst auseinander, wozu er die Vorlesungen von Johann Friedrich Cassebohm, Heinrich Bass sowie Johann Heinrich Schulze besuchte und dazu die Vorlesungen zur Naturlehre sowie  Mathematik von Johann Joachim Lange. Bald zog er in das Haus von Hoffmann, mit dem er später noch korrespondieren sollte. Als Dichter hatte er sich in Halle solchen Ruhm erworben, das man ihn 1733 als Mitglied in die Deutsche Rednergesellschaft aufnahm. 1735 promovierte er zum Doktor der Medizin und erwarb im gleichen Jahr in Halle die Vorleseerlaubnis für Hochschulen.
1737 wurde er außerordentlicher Professor der Medizin und Adjunkt der philosophischen Fakultät an der Universität Kiel. 1738 stieg er zum dritten ordentlichen Professor der Medizin auf, 1739 war er Assessor am neuerrichteten Ärztekollegium in Kiel und 1740 wurde er von Herzog Adolf Friedrich zum Kanzleirat berufen. Diesen begleitete er 1742 zur Krönung  von Elisabeth nach Moskau, deren Leibarzt er in Petersburg wurde. Nachdem er sich im August 1743 in Kiel und Eutin für jene Zeit beurlauben ließ, unter anderem zum zweiten Professor der Medizin in Kiel und zum Staatsrat ernannt wurde, verlegte er seinen Wohnsitz vollständig nach Petersburg. In jenem Jahr wurde er auch als Mitglied in die Academia Naturae Curiosorum (Leopoldina), mit dem Namen Euphorbius Secundus, aufgenommen. Jedoch verstarb er nach kurzer Tätigkeit in Russland.

## Familie
Struve hatte sich am 11. April 1738 mit seiner Cousine Charlotta Magdalena (* 2. Juni 1717 in Jena; † 1756 St. Petersburg), die Tochter des Justizrates und Professors der Rechtswissenschaften an der Universität Kiel Friedrich Gottlieb Struve (* 12. November 1676 Jena; † 23. Juli 1752 Kiel), verheiratet. Nach Struves Tod heiratete Carlotta Johann Deodat Blumentrost (1676–1757). Aus Struves Ehe stammen drei Söhne und zwei Töchter. Bekannt von den Kindern sind:
- Ernst Friedrich Struve (* 19. Januar 1736 in Kiel; † 7. Oktober 1806 Neustadt in Sachsen)
- Carl Ditlef August Struve (* Juli 1740 in Kiel; † Juli 1741)
- Friedrich Gotthold Struve (* 24. Januar 1742 in Kiel; † 19. September 1813 Oldenburg)
- Elisabeth Caroline Struve (* 17. August 1743 in St. Petersburg; † 25. August 1743 ebenda)
- Charlotte Amalie Struve (* 17. August 1743 in St. Petersburg; † 4. September 1743 ebenda)

## Weblink
- private Genealogieseite

| Personendaten    | Personendaten          |
| ---------------- | ---------------------- |
| NAME             | Struve, Ernst Gotthold |
| KURZBESCHREIBUNG | deutscher Mediziner    |
| GEBURTSDATUM     | 11. April 1714         |
| GEBURTSORT       | Prenzlau               |
| STERBEDATUM      | 21. November 1743      |
| STERBEORT        | St. Petersburg         |